# 海達公子
海達公子（かいたつ きみこ、1916年8月23日 - 1933年3月26日）は、日本の詩人である。

## 略歴
1916年（大正5年）、長野県下伊那郡飯田町（現、飯田市）に生まれ、父親の仕事の関係で熊本県玉名郡荒尾町（現、荒尾市）で育つ。1923年（大正12年）、荒尾北尋常小学校（現、荒尾市立万田小学校）に入学。1924年（大正13年）、海達が小学2年生のとき、文芸雑誌「赤い鳥」に詩を投稿。詩人北原白秋に称賛される。それ以後、詩人として全国に知られるようになる。1929年（昭和4年）、同校を卒業。1933年（昭和8年）、高瀬高等女学校（現、玉名高等学校）卒業式の日に腹膜炎で倒れ、同月26日に17歳で死去。 

## 著書
- お日さん（詩火線社、1925年9月9日初版発行）
- 金の雲と雀（私家版、1927年3月3日初版発行）
- 雲雀
- 海達公子童謡集（上記3冊の復刻）
- 海達公子遺稿詩集　1951年10月1日発行　荒尾ペンクラブ
- 海達公子遺稿詩集・復刻版　1980年1月20日発行　荒尾市文化連合会